# الحاسوب الأول
الحاسوب الأول  هي رواية خيال علمي عن المستقبل القريب للروائي البريطاني وارويك كولينز، نُشرت عام 1993. تسرد الرواية اكتشاف البروفيسور إنزو ياكودا ،البطل الرئيسي، أن الشبكة المدنية الدولية من الحواسيب المعروفة باسم "كمبيوتر ون" ستعتبر البشرية تهديدًا وتسعى للقضاء عليها.

## ملخص القصة
الرواية تصوّر عالمًا شبه يوتوبي حيث يسيطرالحاسوب الأول على معظم جوانب الحياة، مما يقلل الحاجة إلى العمل ويترك للبشرية تحدي استغلال وقت فراغها الكبير.
وعلى الرغم من تشابهه مع الإنترنت، فإن الحاسوب الأول في الرواية يتمتع بوحدة هدف وحقيقة أكبر بكثير. ففي حين تختلف محتويات المواقع على الشبكة العنكبوتية العالمية بشكل كبير وتعكس عادةً آراء المؤلفين الفرديين، يوفر الحاسوب الأول مصدرًا واحدًا موثوقًا للمعلومات بدون أي غموض.